# 刘艳秋
刘艳秋（1995年12月31日—），中国足球运动员，中国国家女子足球队成员，司职中场。现效力于武汉江大女子足球俱乐部。曾随国家队参加2019年世界杯女子足球赛。